# NGC 6500
NGC 6500 (другие обозначения — UGC 11048, IRAS17537+1820, MCG 3-46-3, NPM1G +18.0528, ZWG 113.8, KCPG 526A, PGC 61123) — галактика в созвездии Геркулес.
Этот объект входит в число перечисленных в оригинальной редакции «Нового общего каталога».